# La mujer del teniente francés (novela)
La mujer del teniente francés es una novela de ficción histórica posmoderna de 1969 de John Fowles. La trama explora la tensa relación del caballero y naturalista aficionado Charles Smithson y Sarah Woodruff, la ex institutriz y mujer independiente de la que se enamora. La novela se basa en la autoridad de Fowles en la literatura victoriana, siguiendo y criticando muchas de las convenciones de las novelas de época. 
El libro fue el tercero del autor, después de El coleccionista (1963) y El mago (1965). La revista American Libraries incluyó la novela entre los "libros notables de 1969".  Después de su popularidad inicial, los editores produjeron numerosas ediciones y tradujeron la novela a muchos idiomas. Poco después de la publicación inicial, la novela también fue tratada extensamente por los estudiosos.  La obra sigue siendo popular y figura en conversaciones tanto públicas como académicas. En 2005 , Time eligió el libro como una de las 100 mejores novelas en inglés desde que la revista comenzó a publicarse en 1923. 
Parte de la reputación del libro tiene que ver con sus cualidades literarias posmodernas, con expresiones de metaficción, historiografía, metahistoria, crítica marxista y feminismo. Estilística y temáticamente, la novela ha sido descrita como metaficción historiográfica.  El contraste entre la independiente Sarah Woodruff y los personajes masculinos más estereotipados a menudo atrae la atención por su tratamiento de las cuestiones de género.
La novela fue adaptada al cine del mismo nombre en 1981, con guion del dramaturgo Harold Pinter, dirigida por Karel Reisz, protagonizada por Meryl Streep y Jeremy Irons. La película recibió considerables elogios de la crítica, incluidos varios premios BAFTA y Globo de Oro.

## Antecedentes
Antes de que Fowles publicara La mujer del teniente francés en 1969, ya había establecido su reputación literaria con sus novelas El coleccionista (1963) y El mago (1965). Mientras escribía La mujer del teniente francés, trabajaba en el guion de la adaptación cinematográfica de El mago (1968 ).  Además, El coleccionista ya había sido adaptada en una película que había ganado una mayor atención popular para Fowles. 
Fowles describió su principal inspiración para La mujer del teniente francés como una imagen persistente de una "mujer victoriana", que más tarde se convirtió en el personaje principal de la novela, Sarah Woodruff. En un ensayo de 1969 titulado "Notas sobre una novela inacabada", Fowles reflexiona sobre su proceso de escritura. Dijo que tuvo una imagen durante el otoño de 1966 de: "Una mujer [que] se encuentra al final de un muelle desierto y mira fijamente al mar".  Determinó que ella pertenecía a una "época victoriana" y tenía cualidades "misteriosas" y "vagamente románticas".  En ese momento tomó nota sobre la función de la novela:

"No estás intentando escribir algo que uno de los novelistas victorianos olvidó escribir; sino tal vez algo que uno de ellos no pudo escribir. Y: recuerda la etimología de la palabra. Una novela es algo nuevo. Debe tener relevancia para el escritor actual. - así que nunca finjas que vives en 1867; o asegúrate de que el lector sepa que es una simulación."

En un comentario adjunto, fechado "27 de octubre de 1967", escribe que terminó el primer borrador de la novela con unas 140.000 palabras. 
A lo largo del ensayo, Fowles describe múltiples influencias y cuestiones importantes para el desarrollo de la novela, incluida su deuda con otros autores como Thomas Hardy.  En el ensayo, describe su sorpresa de que el personaje femenino Sarah hubiera asumido el papel principal en la novela.  Más tarde, Fowles describió otras influencias que dieron forma al desarrollo de los personajes, señalando que los personajes y la historia de La mujer del teniente francés se derivaron libremente de la novela Ourika (1823) de Claire de Duras, que presenta una trágica aventura entre una mujer africana y un militar francés..  Fowles publicó más tarde una traducción de Ourika al inglés en 1977. 

## Resumen de la trama

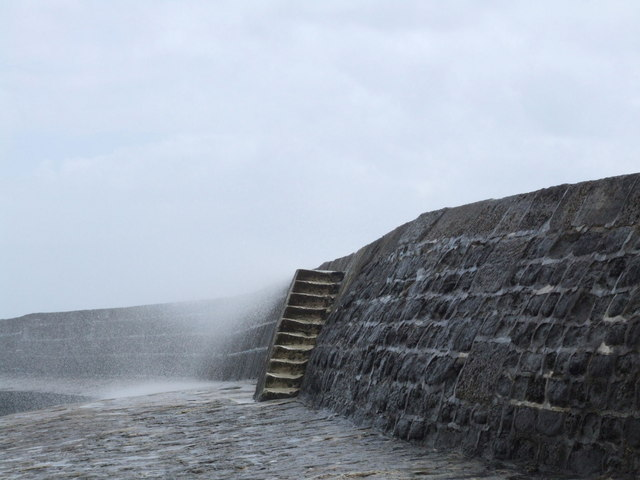
The Cobb en Lyme Regis, cerca de donde Smithson y Ernestina se encuentran por primera vez con Sarah.

Ambientada a mediados del siglo XIX, el narrador identifica a la protagonista de la novela como Sarah Woodruff, la Mujer del título, también conocida como "Tragedia" y como "La puta del teniente francés". Vive en la ciudad costera de Lyme Regis como una mujer deshonrada, supuestamente abandonada por un oficial de barco francés llamado Varguennes que había regresado a Francia y se había casado. Empleada como sirvienta en la casa de la muy piadosa señora Poulteney, pasa parte de su limitado tiempo libre en The Cobb, un embarcadero de piedra desde donde contempla el mar.
Un día, Charles Smithson, un caballero huérfano, y Ernestina Freeman, su prometida e hija de un rico comerciante, ven a Sarah caminando por el acantilado. Ernestina le cuenta a Charles algo de la historia de Sarah y él siente curiosidad por ella. Aunque continúa cortejando a Ernestina, Charles tiene varios encuentros más con Sarah, y la encuentra clandestinamente tres veces. Durante estas reuniones, Sarah le cuenta a Charles su historia y le pide apoyo emocional y social. Durante el mismo período, se entera de la posible pérdida de su lugar como heredero de su tío anciano, que se ha comprometido con una mujer lo suficientemente joven como para tener un hijo. Mientras tanto, Sam, el sirviente de Charles, se enamora de Mary, la criada de la tía de Ernestina.
De hecho, Charles se ha enamorado de Sarah y le aconseja que deje Lyme por Exeter. Al regresar de un viaje para advertir al padre de Ernestina sobre su herencia incierta, Charles se detiene en Exeter como para visitar a Sarah. A partir de ahí, el narrador, que interviene a lo largo de la novela y luego se convierte en personaje de la misma, ofrece tres formas diferentes en las que podría terminar la novela:
- Primer final: Charles no visita a Sarah, pero regresa inmediatamente a Lyme para reafirmar su amor por Ernestina. Se casan, aunque el matrimonio nunca llega a ser particularmente feliz, y Charles comienza a comerciar con el padre de Ernestina, el Sr. Freeman. El narrador señala claramente la falta de conocimiento sobre el destino de Sarah. Charles le cuenta a Ernestina sobre un encuentro que, según él, es con la "puta del teniente francés", pero elude los detalles sórdidos y el asunto termina. El narrador descarta este final como un sueño de Charles, antes de que se describan los eventos alternativos del posterior encuentro con Ernestina. La crítica Michelle Phillips Buchberger describe este primer final como "una apariencia de verosimilitud en el tradicional 'final feliz'" que se encuentra en las novelas victorianas reales. [10]Antes del segundo y tercer final, el narrador aparece como un personaje que comparte un compartimento de ferrocarril con Charles. Lanza una moneda para determinar el orden en el que retratará los otros dos finales posibles, enfatizando su igual plausibilidad. Son los siguientes:

- Segundo final: Charles y Sarah tienen un encuentro sexual imprudente en el que Charles se da cuenta de que Sarah era virgen. Reflexionando sobre sus emociones durante esto, Charles termina su compromiso con Ernestina y le propone matrimonio a Sarah a través de una carta. Sam, el sirviente de Charles, no entrega la carta y, después de que Charles rompe su compromiso, el padre de Ernestina lo deshonra. Su tío se casa y su esposa tiene un heredero, asegurando la pérdida de la herencia esperada. Para escapar del suicidio social y la depresión causados por su compromiso roto, Charles viaja al extranjero, a Europa y América. Ignorante de la propuesta de Charles, Sarah huye a Londres sin decírselo a su amante. Durante los viajes de Charles al extranjero, su abogado busca a Sarah y la encuentra dos años más tarde viviendo en la casa en Chelsea del pintor y poeta Dante Gabriel Rossetti, donde disfruta de una vida artística y creativa. Sarah le muestra a Charles el hijo de su aventura, dejándolo con la esperanza de que los tres puedan reunirse.
- Tercer final: El narrador reaparece fuera de la casa en el número 16 de Cheyne Walk y atrasa su reloj de bolsillo quince minutos. Los eventos son los mismos que en la versión del segundo final hasta que Charles conoce a Sarah, cuando su reunión se vuelve amarga. El nuevo final no deja claro el origen del niño y Sarah no expresa ningún interés en revivir la relación. Charles sale de la casa con la intención de regresar a los Estados Unidos y se pregunta si Sarah es una mujer manipuladora y mentirosa que lo explotó.

## Caracteres
- El narrador: como en otras obras de metaficción, la voz del narrador interviene frecuentemente en la historia con personalidad propia. Aunque la voz parece ser la de Fowles, Magali Cornier Michael señala que el capítulo 13, que analiza el papel del autor y del narrador dentro de la ficción, distingue entre el papel del autor en el texto y el del narrador. [11] Alice Ferrebe describe al narrador como una lente para criticar los roles de género tradicionales y como una perpetuación de las perspectivas sobre la identidad de género perpetuadas por la mirada masculina. [12]
- Sarah Woodruff: la protagonista principal según el narrador. Anteriormente institutriz, cae en desgracia después de una relación ilícita, pero no consumada, con un teniente naval francés herido, que fue arrastrado a la costa. La crítica feminista Magali Cornier Michael sostiene que ella es más un recurso argumental, no interpretable como un personaje principal porque sus pensamientos y motivaciones sólo se interpretan desde la perspectiva de personajes masculinos externos. Sarah ofrece una representación de mito o símbolo dentro de una perspectiva masculina sobre las mujeres. [13]
- Charles Smithson: el personaje masculino principal. Aunque nació en una familia con estrechos vínculos con la nobleza, Smithson no posee un título, pero tiene ingresos considerables y la educación correspondiente. Al principio de la novela se le describe como un naturalista casual y un darwinista. Aunque intenta convertirse en un individuo iluminado y con visión de futuro, el narrador a menudo enfatiza, mediante comentarios sobre las acciones y la situación de Smithson, que su identidad está fuertemente arraigada en el sistema social tradicional. [13] Además, la identificación conflictiva con fuerzas sociales, como la ciencia y la religión, lleva a Smithson a una crisis existencial. [14]
- Ernestina Freeman: prometida de Smithson e hija de un propietario de grandes almacenes con sede en Londres. A diferencia de Sarah, el temperamento de Ernestina es mucho menos complejo y mucho más ingenuo.
- Sam Farrow: el sirviente de Charles en Hackney con aspiraciones de convertirse en mercero. A lo largo de la novela, Sam se convierte en el modelo del narrador para los pueblos de clase trabajadora de la Gran Bretaña victoriana, comparando la identidad de Sam con la ignorancia de Charles sobre esa cultura. Según el crítico David Landrum, la tensión entre Sam y Charles Smithson demuestra de manera importante la lucha de clases marxista, aunque las críticas que enfatizan la relación de Charles con Sarah a menudo pasan por alto este aspecto de la novela. [15]
- Dr. Grogan: un médico irlandés de la ciudad de Lyme Regis que asesora a las distintas familias de clase alta de la ciudad y se convierte en asesor de Charles. Su educación e interés en Darwin y otras formas de educación lo convierten en un buen compañero para Charles.
- Freeman, padre de Ernestina, se hizo rico como propietario de una cadena de tiendas de venta de ropa y cortinas. Él "representa la clase empresarial en ascenso en Inglaterra", lo que contrasta marcadamente con el viejo dinero del que proviene Smithson. [15]
- Sra. Tranter: un miembro destacado de la sociedad Lyme Regis que es amiga de Grogan y, como su tía materna, recibe a Ernestina durante su estancia.
- Sra. Poulteney: una viuda adinerada y, al comienzo de la novela, empleadora de Sarah Woodruff. Hipócrita e hipersensible, su personaje cumple con el arquetipo de villana de la alta sociedad.
- Mary: sirvienta estereotipada de clase baja de la señora Tranter y futura esposa de Sam Farrow.
- Montague: abogado de la familia de Charles Smithson en una firma que existe desde el siglo XVIII. 2 o 3 años mayor que Charles, ayuda a su cliente a buscar a Sarah hacia el final de la novela.

## Estilo y estructura
Como muchas otras novelas posmodernas, Fowles utiliza múltiples técnicas estilísticas y estructurales diferentes para resaltar sus intereses temáticos en La mujer del teniente francés. Al discutir estas preocupaciones estilísticas, muchos críticos literarios comentan la importancia del narrador y la narración, las referencias intertextuales a otras obras literarias y los múltiples finales.

### Narración
A lo largo de la novela, la omnisciente voz narrativa, junto a una serie de notas a pie de página, reflexiona con tono objetivo sobre una serie de recursos argumentales: la dificultad del autor para controlar a los personajes; las convenciones que se esperan de una "novela victoriana"; y análisis de las diferencias en las costumbres y clases del siglo XIX. El narrador a menudo regresa a temas de interés para la literatura y la erudición de la época, como las teorías de Charles Darwin y Charles Lyell, la política radical de Karl Marx y las obras de Matthew Arnold, Alfred Tennyson y Thomas Hardy. 
A través de una voz metaficcional y metahistórica, el narrador posmoderno contemporáneo cuestiona el papel del autor y del historiador al pensar sobre el pasado.   En su artículo que analiza el uso del paratexto, o el texto contextualizador impreso en el libro, como las notas a pie de página y los epígrafes, Deborah Bowen sostiene que el paratexto de la novela obliga al lector, como en otras obras posmodernas, a repensar la importancia de ese material periférico que en otros contextos se pasarán por alto debido a la preferencia por el texto principal.  En lugar de complementar agradablemente la trama principal y agregar significado, estos elementos paratextuales pueden distraer la efectividad de la novela y desafiar la autoridad de la voz narrativa. 

### Intertextualidad
Más allá de que el narrador intervenga y enfatice interpretaciones particulares del texto, el enfoque metaficcional del libro a menudo se basa en referencias intertextuales para proporcionar comentarios adicionales. En los epígrafes de cada capítulo, el libro señala una serie de textos e ideas importantes del siglo XIX. Parcialmente, las referencias a otros textos actúan en un "juego irónico", parodiado por cómo la novela emula otras convenciones victorianas a lo largo del texto.  Linda Hutcheon describe las obras de William Thackery, George Eliot, Charles Dickens, Froude y Thomas Hardy como inspiraciones directas para esta parodia. 
En su discusión sobre la ciencia y la religión en la novela, John Glendening señala que tanto los comentarios de los personajes sobre las publicaciones de Darwin como los epígrafes que mencionan esas obras son contribuyentes directos al énfasis de la novela en que la ciencia reemplaza a la religión.  De manera similar, al citar a Marx en el primer epígrafe, junto con múltiples epígrafes posteriores, la novela dirige la atención temática hacia las cuestiones socioeconómicas dentro de la novela.  Deborah Bowen describe a los críticos literarios que luchan por encontrar lecturas de los epígrafes que exploren los temas de la novela y sostiene que la mala relación entre los epígrafes y el texto "dispersa la autoridad de la voz narrativa, destruyendo así su poder de hablar como moralista". ".  Para Bowen, los epígrafes apoyan la sátira de las convenciones de la ficción victoriana en la novela.

### Múltiples finales
A menudo los críticos comentan sobre los múltiples finales de la novela. Cada uno ofrece un posible final para la búsqueda de Sarah por parte de Charles: el primero termina con Charles casado con Ernestina, el segundo con un restablecimiento exitoso de una relación con Sarah y el tercero con Charles regresado al mundo sin pareja. Michelle Phillips Buchberger analiza estos finales como una demostración del "rechazo de Fowles a una mimesis estrecha" de la realidad; más bien, Fowles presenta esta multiplicidad de finales para resaltar el papel del autor en la elección de la trama. 
No basta con sugerir que la novela con sus múltiples finales es un mero experimento con la forma narrativa. "Hay algo más en ello", como dice Mandal, "un callejón sin salida que resiste cualquier resolución directa de la historia". Después de todo, la forma de una narrativa está determinada por su contenido. Es Sarah Woodruff "cuyo contenido de personaje produce posibilidades múltiples y contradictorias" para la narrativa. 

## Temas
Aunque fue un éxito de ventas, la novela también ha recibido un importante escrutinio por parte de los críticos literarios. Especialmente durante las décadas de 1960 y 1970, una novela con gran popularidad y un importante escrutinio académico es inusual; En los estudios literarios, el canon y sus defensores académicos a menudo se centraban en obras de " alta literatura " que no tenían un gran número de seguidores populares. En su estudio del posmodernismo, Linda Hutcheon describió el binario de interés popular y académico de La mujer del teniente francés como una paradoja similar a los binarios temáticos posmodernos producidos dentro del contenido de la novela.  Debido a su prominencia desde su publicación, la novela ha recibido una variedad de diferentes reexámenes académicos a la luz de numerosos enfoques críticos y temáticos. Algunas de las preocupaciones más populares de la novela son su discusión sobre el género, especialmente cuestionando las afirmaciones de Fowles de que es una novela feminista, su compromiso con conceptos metaficcionales y metahistóricos, y su tratamiento de la ciencia y la religión.

### Género
La novela crea una serie de binarios entre hombres y mujeres. Michelle Phillips Buchberger sostiene que La mujer del teniente francés, junto con las dos novelas anteriores de Fowle, El coleccionista (1963) y El mago (1965), retrata un binario fundamental entre los personajes masculinos y femeninos: los personajes femeninos actúan como un conjunto de élite de "creadores". " o personajes "educados, visionarios y predominantemente femeninos" que facilitan la evolución "en términos existenciales" de los "'coleccionistas' masculinos, cuyos rasgos están presentes en todos los protagonistas masculinos defectuosos de Fowles".  Aunque reconoce tales binarios en el papel de los personajes, la crítica Alice Ferrebe no los trata como elementos temáticos necesarios. Más bien, los binarios demuestran lo que ella llama una "política escópica" de género, o una política creada por una mirada (no muy diferente de la "mirada masculina" observada en los estudios cinematográficos), que construye un binario de género artificial dentro de las primeras novelas de Fowle (a diferencia de a una multiplicidad de géneros socialmente construidos ).  Para Ferrebe, este binario crea una tensión, especialmente con Sarah, quien se convierte en un "otro" violentamente fetichizado y objetivado, diferenciado de los personajes masculinos como Charles. 

#### Novela feminista
Varios críticos han tratado la obra como una novela feminista, mientras que otros han debatido si ofrece una perspectiva suficientemente transformadora sobre las mujeres. La narradora de la novela demuestra y proclama un enfoque feminista hacia las mujeres:  Sarah se presenta como una mujer más liberada y de voluntad independiente en comparación con otros personajes femeninos modelo, como Ernestina y su tía. En una entrevista de 1985 realizada por Jan Relf, Fowles se declaró "feminista". 
Magali Cornier Michael criticises this reading of the text, saying that the novel's overwhelming reliance on male perspectives on women and feminism prevents the novel from meeting feminist objectives. Similarly, Michelle Phillips Buchberger argues that The French Lieutenant's Woman, along with Fowles' two earlier novels The Collector (1963) and The Magus (1965), proclaimed a "pseudo-feminism" while advocating some feminist ideas; but, she says, they are permeated by a "fetishism [of women that] perpetuates the idea of woman as 'other'". Alice Ferrebe also notes that, despite Fowles' attempts to critique masculine values, his novels remain male fantasies demonstrative of the "compromises and contradictions" created by the gendered situation in which he was writing. Other literary critics, such as William Palmer, Peter Conradi, Bruce Woodcock and Pamela Cooper, have also critiqued Fowles' claims to a feminist perspective and representation. 
La presentación que hace Fowles de Sarah, uno de los personajes femeninos más enigmáticos de la historia de la literatura, también tiene información psicoanalítica. El propio Fowles estaba interesado en la psicología de hombres y mujeres. El enigma de la feminidad, el mito de la masculinidad y la imposibilidad de la relación hombre-mujer son algunos de los temas cruciales. A través de la deliberada difusión de mentiras por parte de Sarah sobre ella misma y su relación con Charles, Fowles resalta brillantemente los diversos aspectos de la feminidad que tienen el potencial de autentificar, amenazar y exponer la vanidad de los sujetos masculinos. 

### Metaficción, historiografía y metahistoria
En su importante estudio sobre la posmodernidad y su poética en la literatura, Linda Hucheon describe esta novela como definitiva de un género que ella llama " metaficción historiográfica ". Ella define este género posmoderno como "novelas conocidas y populares que son a la vez intensamente autorreflexivas pero, paradójicamente, también reivindican acontecimientos y personajes históricos".  Típicamente posmoderno, este género de ficción combina la creación de narrativas imaginadas con la crítica de los diversos modos en que creamos conocimiento, como la historia y la literatura.  Importante para su discusión sobre el estilo posmoderno del género, la narración autorreflexiva de La mujer del teniente francés tiende un puente entre diferentes discursos que generalmente permanecen separados, como la historia académica, la crítica literaria, la filosofía y la literatura. 
Las representaciones del pasado en el texto introducen perspectivas anacrónicas sobre la época y los personajes. Por ejemplo, en su artículo basado en estudios queer, "Romance histórico, género y heterosexualidad", Lisa Fletcher sostiene que The French Lieutenant's Woman, al basarse en una "buena historia de amor" como medio central para representar el pasado, proyecta una visión contemporánea. Sexualidad heteronormativa en la historia de la Inglaterra victoriana.  Para Fletcher, el tratamiento paradójico que Fowles hace de Sarah como personaje victoriano y como "mujer moderna" deseable, a través de gestos feministas y tensión sexual entre Charles y Sarah, confina los personajes históricos y su experiencia a un romance heterosexual estereotipado.  Fletcher cree que, en general, el texto crea una perspectiva estereotipada y limitada sobre el pasado, esencialmente "heterosexualizando el paso de (y la relación con) la historia". 

### Ciencia y religión

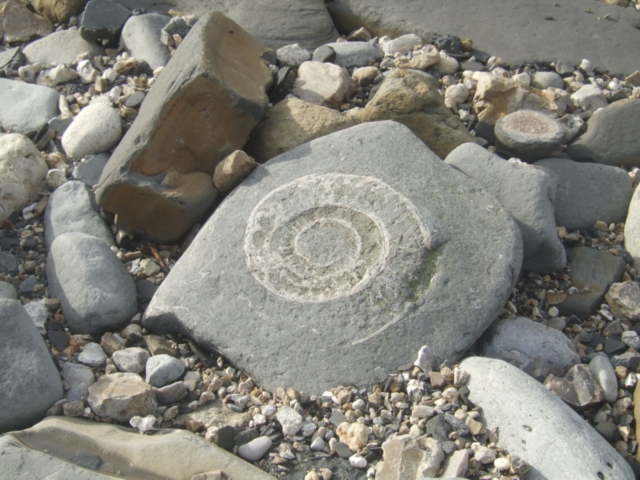
Fósiles de amonita en la playa cerca de Lyme Regis. El narrador reflexiona a menudo sobre la fascinación de Smithson por la ciencia y la historia natural, mientras se refiere a los fósiles encontrados cerca de Lyme Regis.

El énfasis en una relación conflictiva entre ciencia y religión ocurre con frecuencia tanto en los estudios históricos de la historia victoriana como en las novelas neovictorianas. En su capítulo sobre La mujer del teniente francés en su libro Evolution and the Uncrucified Jesus, John Glendening sostiene que la novela de Fowles es una de las primeras novelas neovictorianas que aborda la dinámica creada entre ciencia y religión en la identidad victoriana. Glendening señala que, en términos más generales, "las ideas y convenciones cristianas se apropian al servicio de una versión secularista y extensional de la verdad". 
Glendening dice que Fowles utiliza comentarios sobre el darwinismo "para comentar sobre los personajes y su experiencia y para presentar una visión de la realidad natural y humana opuesta a la doctrina cristiana y, dentro de límites susceptibles a la filosofía existencialista".  En general, Glendening ve ideas de la ciencia y la religión como centrales para las identidades personales y sociales que se desarrollan dentro de la novela, pero creando binarios simbólicamente conflictivos. Sugiere que Fowles maniobra estas fuerzas conflictivas para favorecer una autorrevelación existencial exhibida a través del personaje principal de Smithson, lo que lleva a la conclusión de que "la libertad implícita en aceptar la alienación debe ejercerse para superarla". 

## Recepción contemporánea
La novela recibió una atención crítica mixta en su publicación inicial. Los críticos centraron tanto los elogios como las críticas en su estilo, trama y enfoque de la metaficción y la metahistoria. Los siguientes ejemplos de esas respuestas: 
La reseña del New York Times de noviembre de 1969 de Christopher Lehmann-Haupt advirtió a los lectores que "se aseguren de que sólo hay un leño en el fuego. Si, lamentablemente, no tienen la chimenea junto a la cual leer este libro, pongan un despertador".  Lehmann-Haupt encontró que el libro comenzó como "irresistiblemente novelístico que lo ha disfrazado como un romance victoriano", sin embargo, la construcción metaficcional al final positivamente "explota todos los supuestos de nuestra sensibilidad victoriana".  La reseña de la revista Time de noviembre de 1969 describió la novela como "talento ingenioso y penetrante trabajando en esa forma arcaica".  En marzo de 1970, la revista American Libraries nombró la novela como uno de los "libros notables de 1969", calificándola de "una combinación exitosa de dos mundos, tal como el autor escribe en terminología moderna de la era victoriana". 
No todas las críticas fueron positivas; por ejemplo, Roger Sale en The Hudson Review criticó en gran medida la novela y dijo: "A veces parece que el comentario no es tan malo y la novela horrible, pero en otras Fowles hace que la novela casi funcione y los comentarios son vergonzosamente vulgares".  En última instancia, el crítico concluyó que la novela era "tropezosa, torpe y demasiado larga, pero también curiosamente atractiva". 

## Historial de publicaciones
La novela ha sido reimpresa en numerosas ediciones y traducida a muchos idiomas: taiwanés, danés, holandés, árabe, finlandés, húngaro, italiano, noruego, portugués, chino, alemán, ruso, polaco y español.  La novela fue publicada originalmente en 1969 por Little Brown and Company tanto en Boston como en Toronto.  La novela también ha sido publicada en varias ediciones en inglés de diferentes editoriales, representadas en la siguiente lista (con la fecha de publicación entre paréntesis): 

## Legado
La popularidad general de La mujer del teniente francés ha inspirado varias respuestas a la novela, en particular el trabajo de otros autores y su adaptación al cine y al teatro.

### Respuesta literaria
La respuesta más destacada a la novela es la novela Possession, de AS Byatt, ganadora del premio Booker en 1990. Ella describe su novela como una respuesta deliberada al modelo de metaficción posmoderna que los críticos destacan en La mujer del teniente francés. Byatt describió su motivación para responder en sus ensayos en On Histories and Stories, diciendo:

Fowles ha dicho que el narrador del siglo XIX asumía la omnisciencia de un dios. Creo que ocurre más bien lo contrario: este tipo de narrador ficticio puede acercarse más a los sentimientos y la vida interior de los personajes, además de proporcionar un coro griego, que cualquier imitación en primera persona. En 'Possession' utilicé este tipo de narrador deliberadamente tres veces en la narrativa histórica: siempre para contar lo que los historiadores y biógrafos de mi ficción nunca descubrieron, siempre para realzar la entrada imaginativa del lector en el mundo del texto. Fletcher30>A.S. Byatt Sobre historias e historias (2001), pág. 56. citado en Fletcher 30.</ref>

### Adaptación
La novela fue adaptada como película de 1981, escrita por el dramaturgo Harold Pinter y dirigida por Karel Reisz. El personal de producción incluyó al compositor Carl Davis y al director de fotografía Freddie Francis. La película fue protagonizada por Meryl Streep y Jeremy Irons con Hilton McRae, Jean Faulds, Peter Vaughan, Colin Jeavons, Liz Smith, Patience Collier, Richard Griffiths, David Warner, Alun Armstrong, Penelope Wilton y Leo McKern. La película fue nominada a cinco Premios de la Academia: Streep fue nominada al Premio de la Academia a la Mejor Actriz y la película fue nominada al Premio de la Academia a la Mejor Escritura, pero ambos perdieron ante On Golden Pond.  Streep ganó un BAFTA y un Globo de Oro a la mejor actriz.   La música y el sonido de la película ganaron premios BAFTA, a pesar de no ganar el Oscar.   Pinter fue nominada al Globo de Oro al mejor guion y a la obra en su conjunto en la categoría Mejor Película – Drama. 
Durante 2006, una versión teatral de Mark Healy realizó una gira por el Reino Unido. 
También en 2006, BBC Radio 4 produjo una adaptación de dos episodios de una hora, protagonizada por John Hurt como narrador. 